# Lijst van spelers van JK Trans Narva
Deze lijst omvat voetballers die bij de Estische voetbalclub JK Trans Narva spelen of gespeeld hebben. De spelers zijn alfabetisch gerangschikt.

## A
- Aleksandrs Abramenko
- Aleksandr Alekseev
- Irfan Ametov
- Reimo Austa

## B
- Maksim Bazyukin
- Marius Bezykornovas
- Elysée Bi Séhi
- Ernestas Biskys
- Dmitrijs Borisovs
- Philipp Breytveyt

## C
- Aleksandrs Cekulajevs
- Vitoldas Čepauskas

## D
- Ilya Djord
- Artjom Dmitrijev
- Dmytro Dobrovolskiy
- Aleksandr Dubõkin

## E
- Kirill Eder
- Eero Eessaar
- Emanuel Ekobena
- Anton Epikhin

## F
- Felipe Lemos
- Vladislav Fjodorov

## G
- Levon Ghasaboghlyan
- Aleksandr Gorbunov
- Oleg Gorjatsov
- Aleksei Gorškov
- Erik Grigorjev
- Maksim Gruznov
- Vitali Gussev

## I
- Georgi Ivanov
- Vladislav Ivanov

## J
- Aleksandr Jegorov

## K
- Martin Kaalma
- Rene Kaas
- Marek Kaljumäe
- Konstantin Karin
- Sergei Kazakov
- Stanislav Kitto
- Aleksandr Kulatšenko
- Aleksandr Kulik
- Aleksejs Kuplovs-Oginskis
- Oleg Kurotskin
- Vital Koetoezaw

## L
- Sergey Leontovich
- Oleg Lepik
- Dmitriy Lipartov
- Nikolai Lõsanov

## M
- Oleg Maksmiov
- Vitas Malisauskas
- Vladimir Malkov
- Rameš Mamedov
- Aleksei Mamontov
- Mandinho
- Mihail Maslennikov
- Aleksei Matrossov
- Dmitrijs Medeckis
- Filips Mihailovskis
- Remigius Mikocionis
- Sergiy Mytin

## N
- Kirill Nesterov

## O
- Renat Osmanov
- Lauri Ott
- Igor Ovsjannikov

## P
- Anton Paitsev
- Viktor Plotnikov
- Sergei Popov
- Andrei Pruss

## R
- Daniil Ratnikov
- Eduard Ratnikov
- Tomas Rimas
- Konstantin Rubtsov

## S
- Jüris Sahkur
- Siim Sauk
- Dainius Saulenas
- Dmitri Selehhov
- Ivan Seleznjov
- Anton Semjonov
- Denis Shafrov
- Andrei Sidorenkov
- Dmitrij Šiškin
- Artjom Škinjov
- Valeri Smelkov
- Dmitri Smirnov
- Maksim Smirnov
- Mikhail Starodubtsev
- Sergei Starovoitov
- Modestas Stonys
- Donatas Strockis

## T
- Aleksandr Tarassenkov
- Timo Teniste
- Kristjan Tiirik

## U
- Sergei Usoltsev

## V
- Vitali Vaštšenko
- Dmitri Vjaltšinov
- Aleksandr Volodin

## Z
- Aleksandr Zahharenkov
- Sergei Zamorski